# Королёв, Владимир Петрович
Владимир Петрович Королёв (16 октября 1930, Москва — 11 февраля 2020, там же) — советский военачальник и военный инженер, один из руководителей работ по вооружению войск противовоздушной обороны страны. Генерал-майор. Заместитель начальника Главного управления вооружения Войск ПВО (ГУВ Войск ПВО; до 29 ноября 1978 г.: 4-е Главное управление Министерства обороны СССР — 4 ГУМО).

## Биография
Владимир Петрович Королёв родился 16 октября 1930 года в г. Москве в рабочей семье. Его родители работали в издательстве «Правда»: отец — шофёром, мать — бухгалтером.
- 1948: окончил среднюю школу № 210 г. Москвы;
- 1949—1953: учился на факультете авиационных двигателей Московского авиационного института;
- 1953: сдал зимнюю сессию на 5 курсе МАИ и был призван в армию; в составе спецнабора зачислен на 5-й курс факультета реактивного вооружения Военной артиллерийской академии имени Ф. Э. Дзержинского.[3]

«Речь идёт об истории так называемого „спецнабора“. Такое название получили 900 студентов лучших технических ВУЗов страны, призванных в 1953 году на военную службу для того, чтобы удовлетворить потребность Вооружённых Сил в специалистах в области создаваемого новейшего вооружения — ракет».— Из Введения в статью «Спецнабор: история и значение» на сайте «Спецнабор-1953».
- 1954: окончил Академию им. Дзержинского. Получил диплом с отличием инженера-механика, специалиста по артиллерийскому вооружению;
- 1954: зачислен в распоряжение Главнокомандующего войсками ПВО страны.[5]

«В августе 1950-го правительство принимает решение о возведении вокруг Москвы стационарной зенитной ракетной системы С-25 „Беркут“. … Основу московской зенитной ракетной обороны составили 56 зенитных ракетных комплексов, располагавшихся вокруг обороняемого объекта — столицы нашей Родины — в два эшелона.
…1 декабря 1953 года заканчивается формирование 1-й армии ПВО особого назначения в составе четырех корпусов, и она включается в Московский округ ПВО. К началу 1955-го весь личный состав объединения в основном освоил материальную часть боевой техники, научился грамотно её эксплуатировать».— Из статьи «В ответе за небо столицы. 1-й армии ПВО особого назначения - 50 лет». — «Красная звезда», 23.10.2002 г.
- 1954—1958: начальник группы комплекса С-25 в Икшинском полку (внутреннее кольцо системы ПВО Москвы); инженер управления ЗРВ Долгопрудненского корпуса ПВО (10 корпус ПВО особого назначения 1-й армии ПВО особого назначения);[7] преподаватель 12-го учебного центра Войск ПВО в Кубинке.

«Московский округ ПВО стал настоящей полевой академией, которую прошли многочисленные кадры офицерского состава. … Многие генералы и офицеры округа ушли на работу в Центральный аппарат Министерства обороны и управления войск ПВО страны».— Генерал-лейтенант Г. Н. Ткаченко. Армия особого назначения.

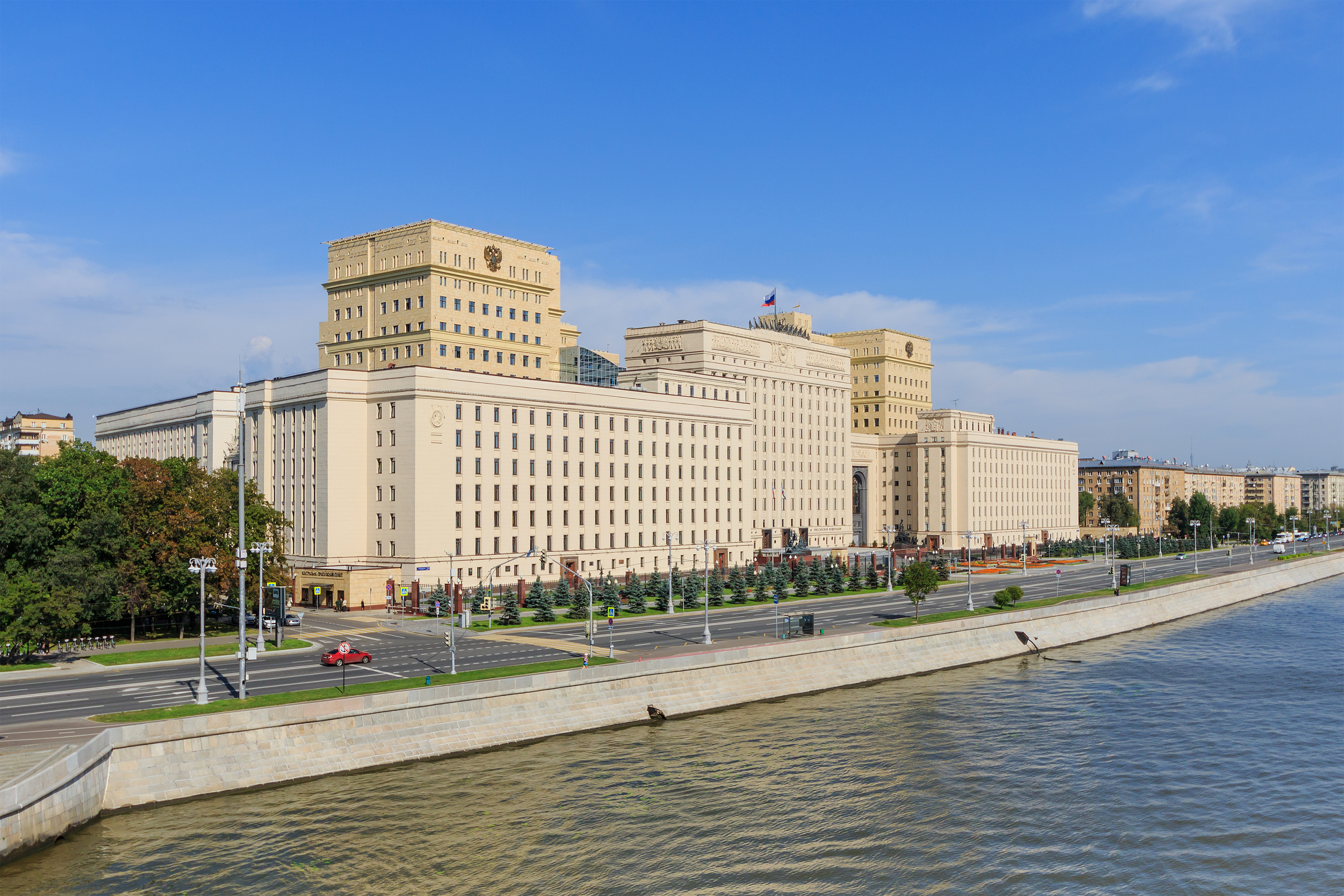
Здание Министерства обороны на Фрунзенской набережной, 22/2

На протяжении 31 года В. П. Королёв проходил службу в 4-м Главном управлении Министерства обороны СССР / Главном управлении вооружения Войск ПВО (Москва, Фрунзенская набережная).
- 1958—1979: инженер отдела комплектации 4-го управления; старший инженер, заместитель начальника оргпланового отдела, начальник организационно-планового отдела 4 ГУМО;
- 1979—1983: начальник 4-го управления ГУВ Войск ПВО;
- 1982: присвоено воинское звание «генерал-майор»;
- 1983—1989: заместитель начальника Главного управления вооружения Войск ПВО;
- октябрь 1989: уволен в запас по сокращению штатов;
- 1989—2011: после увольнения из армии работал в ранее подчинённом ему военном представительстве при Московском машиностроительном заводе «Авангард», входящем в ОАО «Концерн ПВО „Алмаз-Антей“».

## Характеристика деятельности
В должности начальника организационно-планового отдела В. П. Королёв около 10 лет занимался разработкой и контролем исполнения плана заказов 4 ГУМО, а также кадровой работой главка. Возглавляя 4-е управление, руководил укомплектованием войск вооружением и ЗИПом, обеспечением ремонта и хранения боевой техники.
Будучи заместителем начальника Главного управления вооружения Войск ПВО, генерал-майор В. П. Королёв курировал работу ряда управлений главка: 2-го (серийное производство вооружения и средств для его технического обслуживания), 3-го (строительство стационарных боевых объектов, монтажно-наладочные работы на них и ввод в эксплуатацию), 4-го (см. выше) и 7-го (поставки вооружения армиям стран Варшавского договора и других дружественных стран). В его подчинении находились также организационно-плановый отдел и вычислительный центр ГУВ Войск ПВО (вычислительный центр № 297).

## Признание
- 1985: Орден Трудового Красного Знамени;
- 1975: Орден «За службу Родине в Вооружённых Силах СССР» 3 ст.;
- медали.

## Семья
Жена Римма Михайловна Королёва (род. 29 июля 1936), по профессии врач. В 1957 году родилась дочь Татьяна; окончила Московский государственный педагогический институт иностранных языков имени М. Тореза. Внук Андрей (род. 1983) — специалист по компьютерной технике, работает системным администратором. Внучка Ксения (род. 1994) занимается хореографией. В 2004 году родился правнук Алексей.